# Juan Vicente Moscoso
Juan Vicente Moscoso Carvajal (Santo Domingo, 3 de junio de 1777- Santiago de Cuba, Cuba, 29 de septiembre de 1837), apodado el «Sócrates dominicano», fue un abogado, político, educador y asesor de la Artillería Real de Santo Domingo. Fue el Alcalde de Santo Domingo durante el período de España Boba, entre otros cargos públicos. Obtuvo un doctorado en derecho canónico y derecho cívico de la Universidad de Santo Tomás de Aquino en 1791.

## Papel como educador e independentista
Fue vicerrector en 1817 y en 1818 rector de la Universidad de Santo Tomás de Aquino después de su reapertura por José Nuñez de Cáceres en 1815. Cuando la universidad fue cerrada por las autoridades de Haití, se hizo instructor independiente en las plazas de la ciudad de Santo Domingo utilizando el método socrático como su método de enseñanza lo que le dio el nombre de "Sócrates dominicano".
El padre fundador de la República Dominicana, Juan Pablo Duarte, fue su discípulo y obtuvo sus estudios superiores (latín, filosofía y derecho) de él debido al cierre de la universidad. Se convirtió en el instructor de muchos otros famosos intelectuales dominicanos como Felix Maria del Monte. Después de su exilio a Cuba por las autoridades haitianas, su vacío se llenó con el sacerdote Gaspar Hernández.
Fue uno de los firmantes de la Declaración de Independencia del 1 de diciembre de 1821, junto con José Nuñez de Cáceres, Manuel Carvajal, y otros lo que llevó a cabo la "Independencia Efímera". Formó parte del gobierno provisional del recién fundado Estado Independiente de Haití Español y firmó su acta de constitución.
En 1824, se convirtió en uno de los primeros conspiradores contra la Ocupación haitiana de Santo Domingo y fue la figura principal en la Conspiración de Los Alcarrizos, junto con su hermano Esteban Moscoso Carvajal. con la finalidad de retornar Santo Domingo de nuevo a España.

## Exilio a Cuba
Fue exiliado a Cuba Durante la ocupación de Haití donde se convirtió en la cabeza de la ley canónica y civil de la escuela Seminario hasta su muerte en 1837.
Era primo hermano del capitán, abogado de la Real Audiencia y héroe de la Batalla de Palo Hincado el Lic. Tomas (Toso) Ramírez Carvajal así como primo, dos veces removido, del historiador y político José Gabriel García. El Dr. Moscoso fue también tío bisabuelo de los científicos Rafael Moscoso Puello y Dr. Francisco Moscoso Puello.